# 時的紀念日

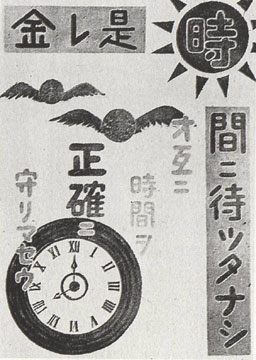
二戰前的宣傳海報（認識台灣歷史教科書曾引用此圖）

時的紀念日（日语：／ Toki no Kinenbi），是日本東京天文台（今國立天文台）聯合文部省外郭團體財團法人之生活改善同盟会制定的紀念日，為了倡導守時的觀念於1920年（大正9年）所制定，日期定為每年6月10日。

## 由来
《日本書紀》天智天皇十年四月辛卯条（天智天皇10年4月25日，格里高利曆671年6月10日）有如下記載：
|  | 置漏尅於新臺。始打候時動鐘鼓。始用漏尅。此漏尅者天皇爲皇太子時始親所製造也。云云。 |

由此，日本首個鐘即是在西曆6月10日製成的。其中「漏尅」同「漏刻」，即水鐘。

## 傳播
1921年起由台灣總督府引進台灣，比照日本國內，藉以培養台灣人準時、守時、惜時的精神。戰後因日人遣返，此紀念日自然消失，但在教科書《認識臺灣 歷史篇》曾提及。
時的紀念日在臺灣被當作大事在宣導。以1922年為例，全台各學校都張貼了醒目的宣傳海報，並由師長在晨會訓示學生守時的重要。12時一到，諸寺廟、教會開始鳴鐘擂鼓，工廠及火車亦嗚汽笛。此時各戶人家便將時鐘、手表撥至12時整。各城也會辦理盛大活動吸引注意，甚至以一早就以停電方式喚起民眾關心。